# Henni Jüngst
Henni Jüngst (fl. XX secolo) è stata una schermitrice tedesca, vincitrice di una medaglia d'oro, una d'argento ed una di bronzo ai campionati mondiali di scherma.